# Vedano al Lambro
Vedano al Lambro ist eine norditalienische Gemeinde (comune) mit 7436 Einwohnern (Stand 31. Dezember 2023) in der Provinz Monza und Brianza in der Lombardei. Die Gemeinde liegt etwa 3 Kilometer nordnordwestlich von Monza und etwa 15 Kilometer nordöstlich von Mailand am Parco Valle Lambro. Nordöstlich von Vedano al Lambro liegt der Parco di Monza, der berühmte Formel-1-Parcours von Monza.

## Geschichte
In der römischen Antike befand sich in der Nähe eine Grabanlage. Im Mittelalter wurden hier zwei Konvente errichtet. Später verfügte die Mailänder Familie Scotti hier über Grundbesitz und führte den Ortsnamen als Grafentitel; sie vererbte ihren Grundbesitz im 18. Jahrhundert an die Familie Gallarati Scotti.

## Gemeindepartnerschaft
Vedano al Lambro unterhält eine Partnerschaft mit der französischen Gemeinde Domène in der Region Auvergne-Rhône-Alpes.